# 桃樂絲斯科特綁架及謀殺案
桃樂絲·斯科特綁架及謀殺案是在1980年5月28日发生的一起失踪案件，失踪者是桃樂絲·珍·斯科特（英語：Dorothy Jane Scott），失踪地点是加利福尼亚州安納海姆。桃樂絲·斯科特在失踪時正駕車送兩名同事（其中一位被寡妇蜘蛛咬傷）到醫院。正當他們在醫院等候處方藥時，桃樂絲·斯科特把她的車駛過來預備迎接他們，但在車子駛近她同事時卻突然快速駛離停車場。因為當時車頭燈開着，兩人無法看清誰在駕駛斯科特的車子。幾個小時後，兩人才向警方報告了她失踪的消息。在桃樂絲·斯科特失踪前數個月，她曾不斷接到一名男子的電話，該神秘男子一直跟踪她，并且曾恐嚇說要把斯科特隔離和「切成碎片，讓人無法再找到[她]。」
1980年6月，一名男子致電當地的《橙縣紀事報》并聲稱自己殺害了斯科特，該報曾報導桃樂絲·斯科特失踪消息。警方相信该男子就是殺死桃樂絲·斯科特的兇手。在1980至1984年間，桃樂絲·斯科特的母親維拉曾多次接獲該男子的匿名電話，来电称他已得到斯科特並殺死她，但因通話時間不長而無法追踪。1984年8月，斯科特的部分遺骸被發現，事件中無人被捕。